# Macintosh II
De Macintosh II is een personal computer die ontworpen, gefabriceerd en verkocht werd door Apple Computer van maart 1987 tot januari 1990. Het was het eerste model van de modulaire Macintosh II-serie. De machine was uitgerust met een Motorola 68020 32-bit CPU en was de eerste Macintosh die kleuren ondersteunde.

## Ontwerp
Twee veelgehoorde kritieken op het Macintosh-ontwerp uit 1984 waren de gesloten architectuur en het gebrek aan kleur. Om daaraan tegemoet te komen werd in 1985 het Macintosh II-project gestart zonder medeweten van Steve Jobs, die tegen uitbreidingsslots en kleur was omdat het eerste de gebruikerservaring zou bemoeilijken en het tweede niet voldeed aan de wysiwyg-filosofie (kleurenprinters waren toen nog niet wijdverspreid). In plaats daarvan wilde hij monochrome schermen met een hogere resolutie. Nadat Jobs in september 1985 bij Apple was ontslagen kon het project openlijk worden voortgezet en in 1987 werd de Macintosh II onthuld op de AppleWorld-conferentie in Los Angeles.
De Macintosh II was de eerste computer in de Macintosh-lijn zonder ingebouwd beeldscherm, de monitor stond bovenop de behuizing zoals bij de IBM Personal Computer. Eerdere Macintosh-computers gebruikten een alles-in-één ontwerp met een ingebouwde zwart-wit beeldbuis.
Samen met de Macintosh SE was de Macintosh II de eerste Macintosh die voor zijn toetsenbord- en muisinterface gebruik maakte van de Apple Desktop Bus (ADB), afkomstig van de Apple IIGS. De Macintosh II had plaats voor een interne harde schijf van 40 of 80 MB en voor een optionele tweede floppy disk drive.
De belangrijkste verbetering in de Macintosh II was Color QuickDraw, een kleurenversie van de grafische routines. Color QuickDraw kon elk schermformaat aan, kon tot 8-bits kleurdiepte weergeven en kon meerdere monitoren aansturen. Omdat Color QuickDraw opgenomen was in de ROM van de Macintosh II en gebruik maakte van 68020-instructies, konden eerdere systemen niet worden geüpgraded om kleur weer te geven.
Achttien maanden na zijn introductie kreeg de Macintosh II een krachtigere Motorola 68030 CPU en werd verkocht als Macintosh IIx. In 1989 werd de compactere Macintosh IIcx geïntroduceerd. Apple bood ook moederbordupgrades aan om een Macintosh II in een IIx of IIfx te veranderen.

## Hardware

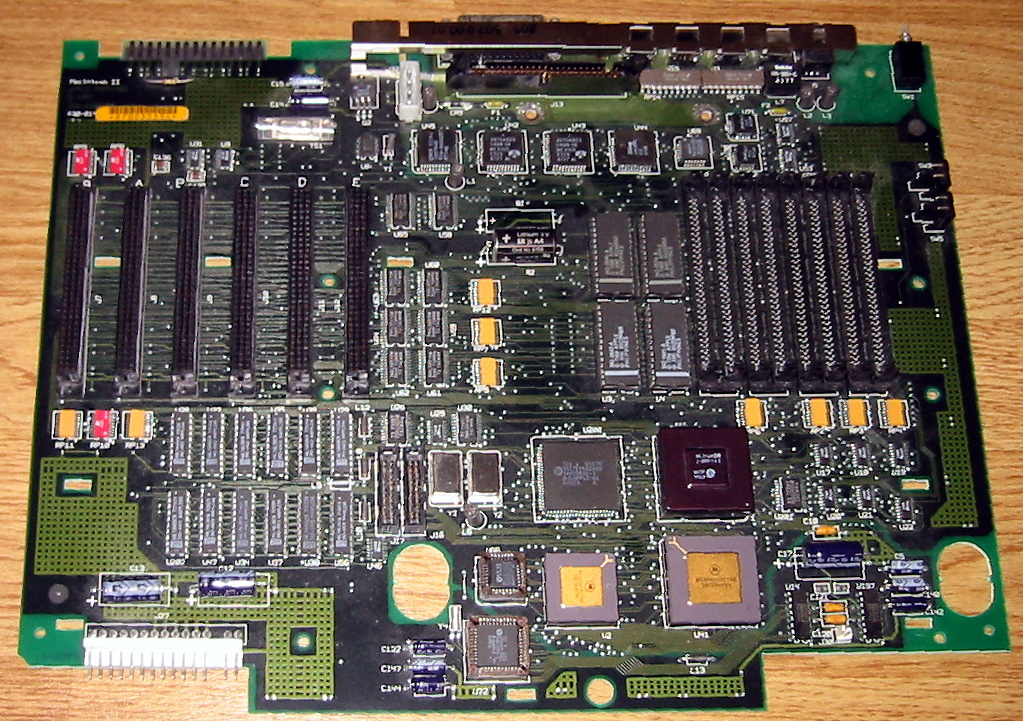
Macintosh II moederbord

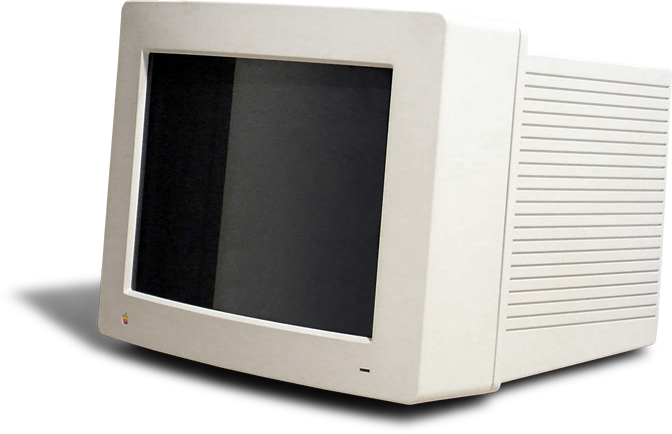
Het 13-inch kleurenscherm voor de Macintosh II

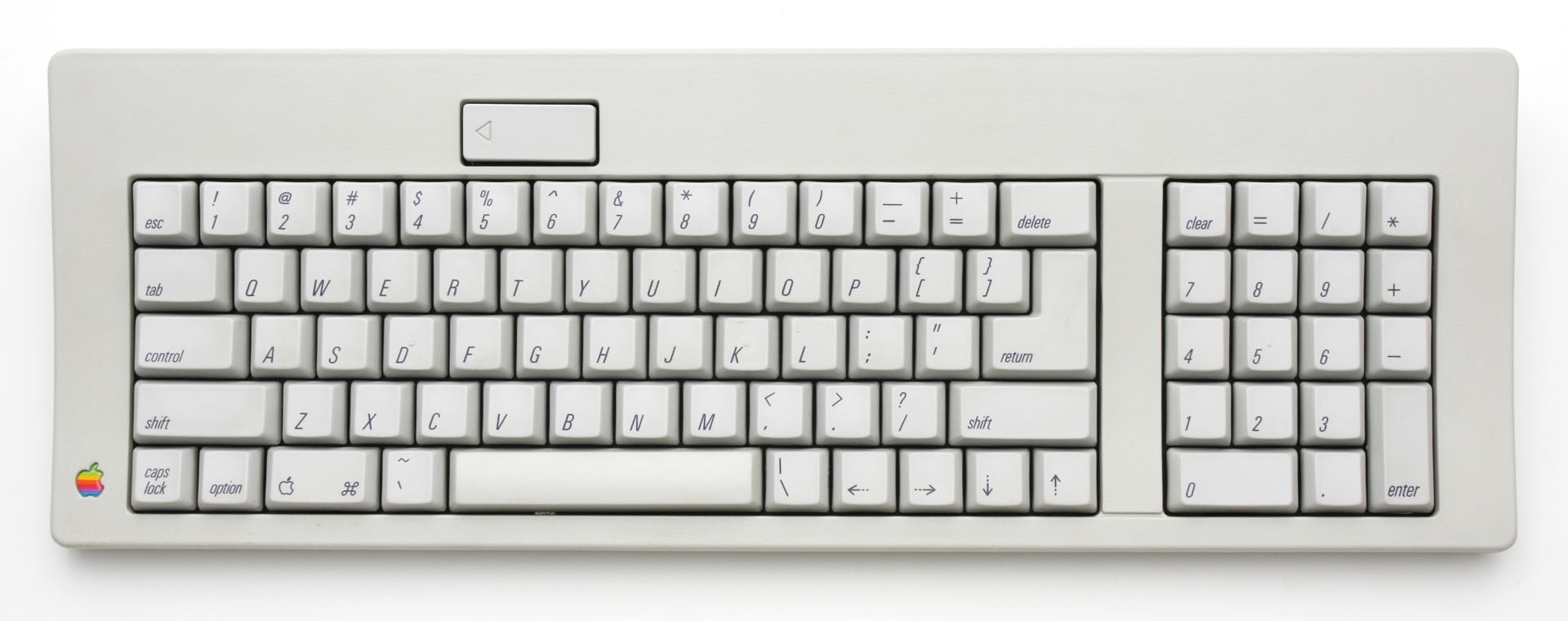
Apple Keyboard

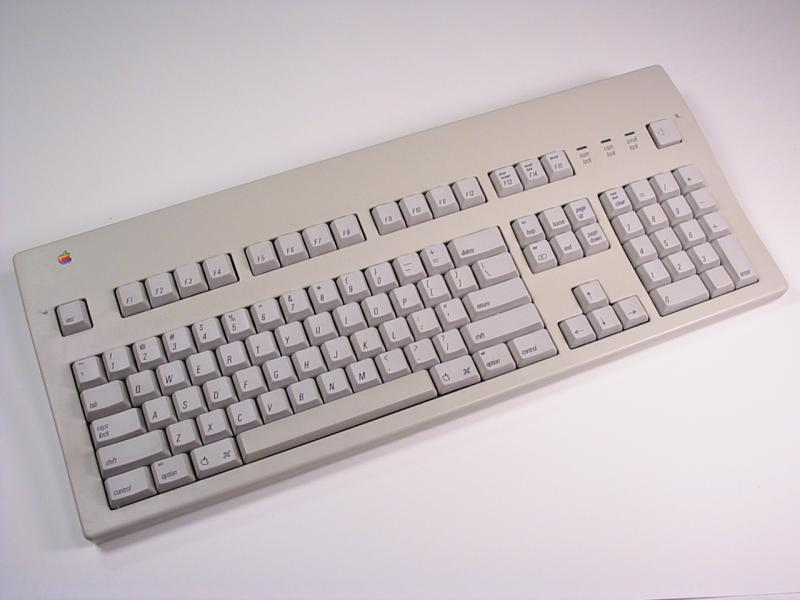
Apple Extended Keyboard

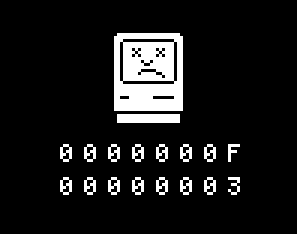
Het "Sad Mac"-logo

CPU: De Macintosh II is uitgerust met een Motorola 68020-processor die werkt op 16 MHz, samen met een Motorola 68881 FPU. De machine werd geleverd met een socket voor een MMU, maar de "Apple HMMU Chip" die geïnstalleerd was implementeerde geen virtueel geheugen.
Geheugen: Het standaardgeheugen was 1 MB. De Macintosh II had acht 30-pins SIMM's en het geheugen was geïnstalleerd in groepen van vier ("Bank A" en "Bank B" genoemd). Alhoewel er tot 128 MB RAM zou kunnen geïnstalleerd worden (8 SIMM's van 16 MB), zorgden problemen met de originele Macintosh II ROM's ervoor dat er geen SIMM's van 4 of 16 MB in Bank A konden geïnstalleerd worden. De Macintosh IIx ROM's die ook met de FDHD upgrade kit werden geleverd, losten dit probleem op, maar waren nog steeds niet "32-bit clean" waardoor de machine niet kon opstarten in 32-bits adresseringsmodus onder Mac OS. Met de MODE32-systeemuitbreidingssoftware in combinatie met een Motorola 68851 MMU werd het uiteindelijk wel mogelijk om 128 MB RAM te addresseren.
Graphics: De Macintosh II bevatte een grafische kaart die een kleurenpalet van 16,7 miljoen kleuren ondersteunde en verkrijgbaar was in twee configuraties: 4-bits en 8-bits. Het eerste model had 256 KB VRAM, goed voor een weergave van 16 kleuren op een 640×480-scherm of 256 kleuren op een 512×384-scherm. Het tweede model had 512 KB VRAM en ondersteunde 256 kleuren op een 640×480-scherm.
Beeldscherm: Apple bood twee beeldschermen aan, een 12-inch zwart-witscherm en een duurder 13-inch kleurenscherm met hoge resolutie op basis van Sony's Trinitron-technologie. Er kon meer dan één beeldscherm op de computer worden aangesloten en objecten konden eenvoudig van het ene scherm naar het andere worden gesleept. Ook andere fabrikanten kwamen al snel met schermen voor de Macintosh II op de markt. De gebruikersinterface van Mac OS bleef zelfs op kleurenmonitoren zwart-wit, met uitzondering van het Apple-logo, dat in regenboogkleur verscheen.
Opslag: De Macintosh II bevatte standaard een intern 3,5-inch diskettestation van 800 kB. Een 5,25-inch 40 MB interne SCSI-harde schijf was optioneel, evenals een tweede intern diskettestation.
Uitbreiding: Er waren zes NuBus-slots beschikbaar voor uitbreiding, waarvan er minstens één voor een grafische kaart moest worden gebruikt omdat de Macintosh II geen ingebouwde grafische chipset had. Het was mogelijk om tot zes beeldschermen op een Macintosh II aan te sluiten door alle NuBus-slots te vullen met grafische kaarten. Een andere optie voor uitbreiding was de Mac286-kaart, die een Intel 80286-chip bevatte en kon worden gebruikt voor MS-DOS-compatibiliteit.
De originele ROM in de Macintosh II bevatten een bug die verhinderde dat het systeem meer dan één megabyte geheugenadresruimte op een Nubus-kaart herkende. Elke tot ongeveer november 1987 geproduceerde Macintosh II had dit defect. Apple organiseerde een terugroepactie om de defecte ROM's te vervangen. Als gevolg hiervan is het zeldzaam om een Macintosh II te vinden met de originele ROM.
Toebehoren: De Macintosh II en Macintosh SE waren de eerste computers van Apple sinds de Apple I die zonder toetsenbord verkocht werden. In plaats daarvan kreeg de klant de keuze tussen het nieuwe ADB Apple Keyboard of het Apple Extended Keyboard als aparte aankoop.
Audio: De Macintosh II was de eerste Macintosh waarbij het "Sad Mac"-logo vergezeld werd door een "Chimes of Death"-geluid wanneer er een ernstige hardwarefout optrad.

## Modellen
De Macintosh II werd aangeboden in drie configuraties. Alle systemen bevatten een muis en een intern 3,5-inch diskettestation van 800 kB. Een Motorola 68851 PMMU was als optie verkrijgbaar en is vereist voor het draaien van A/UX.
- Macintosh II CPU: 1 MB RAM
- Macintosh II 1/40 CPU: 1 MB RAM, interne 40 MB SCSI harde schijf
- Macintosh II 4/40 CPU: 4 MB RAM, interne 40 MB SCSI harde schijf

## Specificaties
- Processor: Motorola 68020, 16 MHz
- FPU : Motorola 68881
- PMMU : Motorola 68851 (optioneel)
- Systeembus snelheid: 16 MHz
- ROM-grootte: 256 kB
- Databus: 32 bit
- RAM-type: 120 ns 30-pin SIMM
- Standaard RAM-geheugen: 1 of 4 MB
  - Uitbreidbaar tot maximaal 128 MB[a]
  - RAM-sleuven: 8 (per vier)
- Standaard video-geheugen: 256 kB VRAM[b]
  - Uitbreidbaar tot maximaal 512 kB VRAM[b]
- Standaard diskettestation: 3,5-inch, 800 kB (optioneel ook tweede diskettestation)
- Standaard harde schijf: 40 of 80 MB (optioneel)
- Uitbreidingssleuven: 6 NuBus
- Type batterij: 2× 3,6 volt Lithium
- Uitgangen:
  - 2 ADB-poorten (mini-DIN 4) voor toetsenbord en muis
  - 1 SCSI-poort (DB-25)
  - 2 seriële poorten (mini-DIN)
  - 1 audio-uit (3,5 mm jackplug)
- Ondersteunde systeemversies: 2.0 t/m 7.5.5 en A/UX 1.0 t/m 3.1.1 (met PMMU)
- Afmetingen: 14,0 cm × 47,5 cm × 36,6 cm  (hxbxd)
- Gewicht: 10,9 kg